# Daniel Bernard (diplomate)
Pour les articles homonymes, voir Daniel Bernard et Bernard.
 Daniel Bernard, né le 13 septembre 1941 à Lyon et décédé le 29 avril 2004 dans le 5e arrondissement de Paris, était un diplomate français qui a été ambassadeur au Pays-Bas, au Royaume-Uni et en Algérie. Il est connu pour une remarque controversée sur Israël.

## Biographie
Daniel Bernard est né à Lyon où il a été scolarisé au Lycée du Parc. À l'âge de 12 ans, il est arrivé en Grande-Bretagne et a fréquenté un lycée à Birmingham pendant plus de six mois. Il a ensuite étudié l'anglais à l'université de Lyon. Il a obtenu son premier poste diplomatique à l'ambassade de Dublin.
Il est diplômé de l'Institut d'études politiques de Paris et de l'École nationale d'administration. Entre 1981-1983, il est conseiller technique auprès de Claude Cheysson, ministre des Affaires étrangères. En 1984, alors que Laurent Fabius est ministre de l'Industrie et de la Recherche, il est délégué aux Affaires internationales au ministère de l'Industrie et de la Recherche. Entre 1984-1986, il devient conseiller diplomatique auprès de Laurent Fabius, Premier ministre. Il est ensuite, entre 1987-1988, directeur de cabinet de Claude Cheysson, commissaire européen. Il a été conseiller diplomatique de Laurent Fabius, président de l'Assemblée nationale, de 1988 à 1990, directeur de la presse, de la communication et de l'information et porte-parole du ministère des affaires étrangères de 1990 à 1993, et directeur de cabinet de Roland Dumas, ministre des affaires étrangères, de 1992 à 1993.
Il est ambassadeur de France aux Pays-Bas 1993 et 1995, il remplace Jean-René Bernard avant d’être remplacé par Bernard de Montferrand,.
En 1995, il devient représentant permanent de la France à l'Office des Nations unies.
Il est ambassadeur de France au Royaume-Uni entre 1998 et 2002 remplaçant Jean Guéguinou et remplacé par Gérard Errera,.
Entre 2002 et jusqu’à son décès en 2004, il est ambassadeur de France en Algérie en remplacement de Hubert Colin de Verdière. Celui-ci reprendra sa place au décès de Daniel Bernard.

### Remarque controversée

#### Remarque rapportée
En 2001, Daniel Bernard s'est notamment fait connaître lorsqu'il a déclaré, alors en poste comme ambassadeur de France au Royaume-Uni : « Tous les problèmes actuels du monde sont à cause de ce petit pays de merde, Israël. » Le diplomate a ajouté : « Pourquoi le monde devrait-il être en danger de troisième guerre mondiale à cause de ces gens-là ? »
Cette remarque aurait été faite lors d'une conversation avec Conrad Black du Daily Telegraph lors d'un dîner privé organisé par Black. Le commentaire de Bernard a ensuite été repris dans un article écrit par l'épouse de Black, Barbara Amiel, dans The Daily Telegraph.
Au début, Bernard a déclaré qu'il ne se souvenait pas de l'avoir fait, mais il a ensuite insisté sur le fait que ce qu'il avait dit avait été complètement déformé. L'attaché de presse de Bernard a déclaré : « Il ne nie pas les propos tenus, il a juste dit tout d'abord que ce qu'il a dit a été déformé. » Il a également déclaré qu'il était indigné qu'une discussion privée ait été rapportée par les médias et a clairement déclaré qu'il ne présenterait pas d'excuses.
Le porte-parole de Bernard, Yves Charpentier, a déclaré que Bernard estimait qu'il n'était pas nécessaire de s'excuser. Il a déclaré que « Au cours de la discussion, l'ambassadeur a fait référence au « petit Israël » dans le sens où il est géographiquement petit, mais que néanmoins l'ampleur des conséquences est énorme et les répercussions dans le monde entier sont énormes. »

#### La réponse de Bernard
Dans une lettre ultérieure adressée au Daily Telegraph, Bernard a insisté sur le fait que ses propos avaient été déformés, écrivant que :
« Au cours des derniers jours, j’ai fait l’objet de graves accusations en raison d’un commentaire que j’aurais fait lors d’une conversation avec Lord Black. Les faits sont les suivants : alors que nous discutions de la question israélo-palestinienne, j'ai fait remarquer à Lord Black que cette tragédie se déroulait dans une zone géographiquement limitée (j'ai même précisé qu'elle était l'équivalent de trois départements français ) qui souffrait depuis 40 ans d'un conflit dont la solution équitable semble plus que jamais hors de portée. Bien sûr, je n’ai jamais eu l’intention d’insulter Israël ou toute autre partie de cette région. La présentation délibérément biaisée de cette conversation dans certains cercles, accompagnée d'accusations malveillantes, est profondément choquante et insultante
.

#### Réaction
La presse britannique a été victime d'une véritable tempête de colère, comme l'illustre le commentaire du Daily Telegraph du 23 décembre 2001. Une journaliste britannique, Deborah Orr (en), a défendu Bernard.
Jim Murphy et Gwyneth Dunwoody, députés travaillistes britanniques, ont adressé un courrier au président français Jacques Chirac afin de lui demander de démissionner ou d'être démis de ses fonctions. Selon Murphy, « si ce sont ses opinions, le gouvernement français devrait prendre des mesures. Ce genre d'opinions ne correspond tout simplement pas au poste qu'il occupe », alors que Dunwoody a affirmé que « Ces commentaires sont étrangement familiers avec les Français. Il est impératif qu'il démissionne immédiatement et j'envoie un courrier au président Chirac pour demander qu'en cas de non-démission, il soit limogé. »
En Israël, cette remarque a suscité l'indignation, Raanan Gissin (en), porte-parole du Premier ministre israélien Ariel Sharon, qualifiant la déclaration de Bernard de « pure expression antisémite » et déclarant en outre que le gouvernement français « devrait tirer les conclusions d'un haut représentant d'une nation qui tient une déclaration antisémite ». Gissin a également déclaré que « si le gouvernement français n'agit pas, cela impliquerait que le gouvernement français l'approuve et je pense que cela serait inconcevable ».
Aux États-Unis, l'Anti-Defamation League a déclaré qu'il était « extrêmement troublant qu'un responsable du gouvernement français puisse faire des déclarations anti-israéliennes aussi grossières » et a demandé au ministère français des Affaires étrangères d'enquêter sur les propos de Bernard.
Le ministère français des Affaires étrangères a défendu Bernard et rejeté les accusations d'antisémitisme. Un porte-parole du ministère a déclaré que « ces insinuations malveillantes ont été traitées très clairement par notre ambassadeur à Londres et je vous suggère de vous y référer à nouveau. » 
La presse française a également largement soutenu Bernard, tout en reconnaissant que Bernard était un personnage extravagant. Sa nécrologie parue dans Le Monde le 2 mai 2004 illustre également les mêmes propos.

### Vie privée
Il se marie avec Monique Beaumet en 1964 et a trois enfants, une fille et deux garçons.

## Recompense
Bernard a été nommé Commandeur de l'Ordre de l'Empire Britannique en 1992 et il est fait Chevalier de la Légion d'honneur en 1997. En 2002, il est fait Commandeur de l'Ordre national du Mérite,,.
- Membre de l'ordre de l'Empire britannique (1992,  Royaume-Uni).
- Chevalier de la Légion d'honneur (1997,  France)[12]
- Commandeur de l'ordre national du Mérite (2002,  France)[13]
  -  Chevalier de l'ordre national du Mérite (1990)